# S.C. Vallée d'Aoste
Saint-Christophe Vallée d'Aoste (thường được gọi là Vallée d'Aoste) là mộtcâu lạc bộ bóng đá Ý, có trụ sở tại Saint-Christophe, Thung lũng Aosta, nhưng chơi ở Aosta. Lần đầu tiên, Vallée đã được thi đấu tại Lega Pro Seconda Divisione trong mùa giải 2012-13, nhưng nó đã bị loại ngay lập tức trở lại Serie D.

## Lịch sử

### Nền tảng
Câu lạc bộ là đội bóng đá chính của câu lạc bộ thể thao Unione Polisportiva Saint-Christophe ASD được thành lập năm 1971 với tên Saint-Christophe Calcio và bao gồm cả các bộ phận thể thao và quần vợt.

### Serie D 2010-11
Vào mùa hè năm 2010, câu lạc bộ, lần đầu tiên được thăng hạng từ Eccellenza Piedmont và Thung lũng Aosta đến Serie D, đã đổi tên thành đội bóng hiện tại, để kỷ niệm đội bóng chính cũ trong khu vực, Valle d'Aosta Calcio vừa phá sản.
Trong mùa giải  2010-11, câu lạc bộ giành quyền truy cập vào trận play-off thăng hạng cho Lega Pro Seconda Divisione, nơi nó bị đánh bại và bị loại bởi Rimini với kết quả 3-1 trong trận đấu cuối cùng của "Tam giác 2" ở vòng ba.

### Serie D 2011-12
Trong mùa giải Serie D 2011-12, lần đầu tiên Vallée đã được thăng hạng lên Lega Pro Seconda Divisione. Câu lạc bộ đã đổi tên thành tên hiện tại để đại diện cho toàn bộ Aosta Valley.

## Màu sắc và huy hiệu
Màu sắc của đội là màu trắng và claret.